# Escuela Nocturna para Obreros de la Construcción

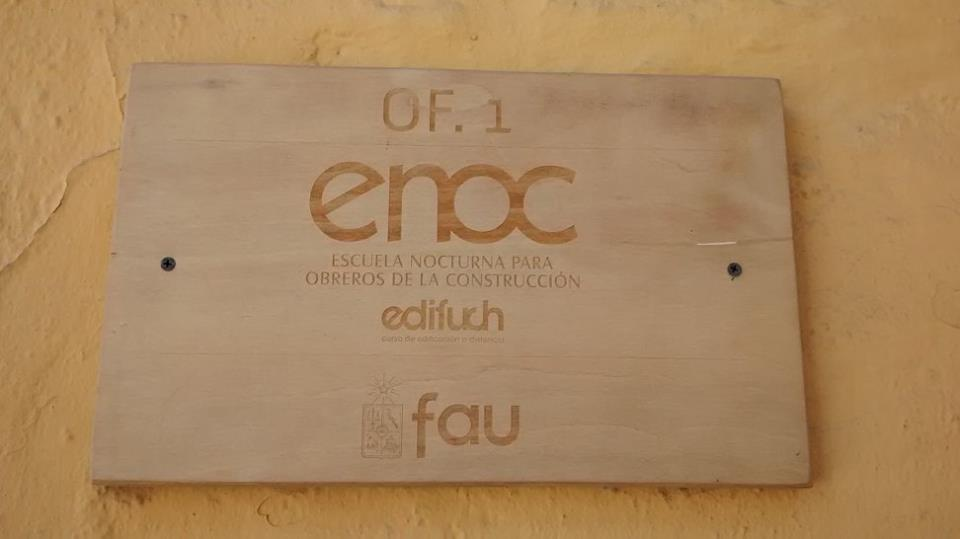
Placa de ENOC.

La Escuela Nocturna para Obreros de la Construcción (ENOC) es un establecimiento creado durante los años 1930 para enseñar gratuitamente a los obreros. Actualmente, existe en las dependencias de la Facultad de Arquitectura y Urbanismo de la Universidad de Chile, en la ciudad de Santiago, y también en forma no presencial como curso por correspondencia.

## Historia
En los años 1920, el estudiante de Arquitectura Jorge Niño de Zepeda, como presidente del Centro de Alumnos creó la E.N.O.C o escuela nocturna. Los obreros aprendían a leer y rudimentos de matemáticas. Esta escuela fue una más de las iniciativas que estudiantes universitarios, hacían para mejorar la situación obrera, al amparo de la FECH, siguiendo el ejemplo que la Universidad Popular Lastarria había logrado en la década anterior.
Posteriormente, en 1938, el presidente del Centro de Alumnos Euclides Guzmán tomará la institución de Niño de Zepada y le dará un acercamiento a la enseñanza de la Construcción. Con el tiempo, el propio Guzmán realizará un manual o "Curso Elemental de Construcción" para ayudar en la educación. Además desarrollará un curso de construcciòn por correspondencia.
En dicha época la escuela debía lidiar también con el alto analfabetismo de los obreros.
La escuela tuvo que emigrar por distintas sedes a medida que la propia facultad que la sustentaba se mudaba.
Con el paso del tiempo la escuela se especializará cada vez más en su función de capacitar obreros y pasará a ser un referente dentro de la Industria de la Construcción en Chile.

## Actualidad
En este momento sigue existiendo como escuela nocturna de obreros, vinculado a la Facultad de Arquitectura. Su directora es Mirtha Pallarés y brinda los títulos de "Capataz" y de "Jefe de Obras", sus profesores son arquitectos y alumnos de cursos superiores de Arquitectura de la Universidad de Chile.

## Objetivos actuales
La escuela busca la formación y capacitación de los técnicos y obreros que ejecutan los proyectos de materialización de la arquitectura. En los niveles de Capataz y Jefe de Obra asociados al escalafón técnico de la construcción.
Anualmente la E.N.O.C. recibe a postulantes que tengan rendida la enseñanza básica y que deseen capacitarse en el rubro de la construcción. El Plan de Estudios considera cuatro semestres y dos modelos de titulación, organizados gradualmente. Los dos primeros niveles permiten el acceso al nivel de Capataz y los dos siguientes al de Jefe de Obras.
Certificación de Capataz.
Trabajador capacitado para organizar y ejecutar faenas, a cargo de un grupo o cuadrilla de trabajadores, de acuerdo a órdenes y supervisión de un Jefe de Obra. Los dos semestres corresponden a un total de 429 horas reloj.
Certificación de Jefe de Obra. 
Es un trabajador de mando medio, calificado y capacitado para interpretar, organizar y controlar la ejecución de una obra en construcción, según las especificaciones técnicas, atendiéndose a una programación de la obra e indicaciones y supervisión de un profesional superior. Los cuatro semestres corresponden a un total de 819 horas reloj.
En conjunto con los alumnos de arquitectura realizaron un trabajo conjunto en 2013